# Al-Masna’a
Al-Masna’a (arab. المصنعة) – miasto w północnym Omanie, nad Zatoką Omańską, położone w muhafazie Dżanub al-Batina. Według spisu ludności w grudniu 2010 roku liczyło około 6291 mieszkańców. Jest siedzibą administracyjną wilajetu Al-Masna’a, który w 2010 roku liczył 68 571 mieszkańców.